# Randy Pausch
Randy Pausch (23. října 1960 Baltimore, USA – 25. července 2008 Chesapeake, USA) byl americký profesor počítačové vědy, informatiky rozvíjející interakci člověka a technologií a designu na Univerzitě Carnegie Mellon v pensylvánském Pittsburghu.
Navrhl vzdělávací programovací software Alice a podílel se na jeho tvorbě. Za svou práci získal dvě ocenění od Association for Computing Machinery.
Proslavila jej optimisticky laděná Poslední přednáška, kterou v září 2007 přednesl na Univerzitě Carnegie Mellon s vědomím své blížící se smrti na rakovinu slinivky břišní. V květnu 2008 magazín TIME zařadil Pausche mezi 100 nejvlivnějších lidí světa.
Randy Pausch zemřel v červenci 2008 na komplikace způsobené rakovinou, bylo mu 47 let.

## Poslední přednáška
Skutečnost, že má rakovinu slinivky, se Pausch dozvěděl v září roku 2006. V srpnu 2007 mu lékaři sdělili, že mu zbývá „3 až 6 měsíců dobrého zdraví“. Hned v září téhož roku přednesl svou poslední přednášku s podtitulem Opravdu jděte za svými dětskými sny (Last Lecture: Really Achieving Your Childhood Dreams), která od té doby na serveru Youtube zaznamenala již více než 17 miliónů zhlédnutí.
Jeho poslední přednáška pak vyšla také v knižní podobě. Postupně jí bylo jen ve Spojených státech vydáno přes 4,5 miliónu výtisků, přeložena byla do 46 jazyků.
| „              | Nezměníme karty, které nám byly dány. Můžeme se s nimi jen naučit hrát. | “ |
| — Randy Pausch |                                                                         |   |

## Osobní život
Randy Pausch byl ženatý, s manželkou Jai měli tři děti.

## Dílo
- Poslední přednáška, Beta Dobrovský, 2009, ISBN 978-80-7306-378-8